# Pascual Ledesma
Pascual Ledesma (Himamaylan, 17 mei 1843 - 6 juni 1917) was een Filipijns opstandelingenleider en politicus. Ledesma werd door Emilio Aguinaldo benoemd tot directeur van de Marine en handel in de Filipijnse regering tijdens de tweede fase van de Filipijnse revolutie. Ledesma was een van de oprichters van de Nacionalista Party in 1906 en ook betrokken bij de oprichting van het Liceo de Manila.

## Biografie
Pascual Ledesma werd geboren op 17 mei 1843 in Himamaylan in de Filipijnse provincie Negros Occidental. Zijn ouders waren Simon Ledesma en Felipa Villasis. Ledesma volgde onderwijs aan een privéschool onder leiding van Angel Maria Bayot en studeerde aansluitend aan de Escuela Nautica in Manilla, waar hij een diploma als stuurman behaalde. Van 1863 tot 1878 was Ledesma actief in de koopvaardij. Hij werd uiteindelijk kapitein op een commercieel schip. Nadien vestigde hij zich op Mindoro waar hij tot 1894 actief was als zakenman en in de landbouw.
Vanaf 1894 woonde Ledesma in Manilla. Gedurende de tweede fase van de Filipijnse Revolutie werd hij door president Emilio Aguinaldo aangesteld als directeur Marine en Handel in de revolutionaire Filipijnse regering. Na het einde van de oorlog reisde hij enkele jaren door Azië tot hij in 1905 terugkeerde in Manilla. In 1906 was Ledesma een van de oprichters van de Nacionalista Party, een partij die streefde naar snelle onafhankelijkheid van de Filipijnen. Hij werd bovendien gekozen tot de eerste partijpresident van 1906 tot 1908. Ledesma was ook een van de oprichters van het Liceo de Manila.
Ledesma overleed in 1917 op 74-jarige leeftijd. Hij werd begraven in het veteranengedeelte van Manila North Cemetery. Naval Station Pascual Ledesma, de marinebasis in Cavite City werd naar hem vernoemd.